# 马利亚维亚
马利亚维亚（西班牙語：Mallavia）是西班牙巴斯克自治区比斯开省的一个市镇。总面积23平方公里，总人口1109人（2001年），人口密度48人/平方公里。